# Campeonato Letão de Futebol Feminino
O Campeonato Letão de Futebol Feminino (em letão: Sieviešu futbola līga) é a principal liga de futebol feminino da Letônia. A equipe campeã joga a Liga dos Campeões de Futebol Feminino da UEFA da temporada seguinte.

## Clubes
Clubes participantes na temporada de 2022:
- Auda
- Iecava (N)
- FS Metta
- Olaine
- Rigas FS
- Supernova/RTU
- SFK Rīga (N)

## Campeões
Lista dos clubes campeões do campeonato:
- 2003: desconhecido
- 2004: Cerība-46.vsk.
- 2005: Saldus FK - Lutriņi
- 2006: Cerība-46.vsk.
- 2007: FK Lutriņi
- 2008: Skonto / Cerība
- 2009: Skonto / Cerība
- 2010: SK Liepājas Metalurgs
- 2011: Skonto / Cerība
- 2012: SK Liepājas Metalurgs
- 2013: Rīgas FS
- 2014: Rīgas FS
- 2015: Rīgas FS
- 2016: Rīgas FS
- 2017: Rīgas FS
- 2018: Rīgas FS
- 2019: Dinamo Riga
- 2020: Rīgas FS
- 2021: Rīgas FS